# Mascarenium uxoris
Mascarenium uxoris är en skalbaggsart som beskrevs av Yves Gomy 1978. Mascarenium uxoris ingår i släktet Mascarenium och familjen stumpbaggar. Inga underarter finns listade i Catalogue of Life.